# Vitstrupig sångsmyg
Vitstrupig sångsmyg (Gerygone olivacea) är en fågel i familjen taggnäbbar inom ordningen tättingar.

## Utseende och läte
Vitstrupig sångsmyg är en liten och enfärgad tätting med tunn näbb. Ovansidan är gråbrun, undersidan gul med vita fläckar på stjärten, vit strupe och rött öga. Ungfågeln saknar vitt på strupen och kan därigenom vara svår att skilja från fesångsmyg, men denna saknar även vitt i stjärten. Lätet är en behaglig fallande drill.

## Utbredning och systematik
Vitstrupig sångsmyg delas in i tre underarter med följande utbredning:
- G. o. cinerascens – låglänta områden på sydöstra Nya Guinea och i norra Queensland (Kap Yorkhalvön)
- G. o. rogersi – norra Australien (Kimberley i Arnhem Land och nordvästra Queensland)
- G. o. olivacea – östra Australien (nordöstra Queensland via New South Wales till östra Victoria)

## Status och hot
Arten har ett stort utbredningsområde, men tros minska i antal, dock inte tillräckligt kraftigt för att den ska betraktas som hotad. Internationella naturvårdsunionen IUCN listar arten som livskraftig (LC).